# Anolis inderenae
Anolis inderenae este o specie de șopârle din genul Anolis, familia Polychrotidae, descrisă de Ricardo M. Rueda și Hernández-camacho 1988.
Este endemică în Columbia. Conform Catalogue of Life specia Anolis inderenae nu are subspecii cunoscute.